# Altaveu piezoelèctric
Un altaveu piezoelèctric és un tipus d'altaveu basat en les propietats dels cristalls piezoelèctrics (polièster o ceràmica), que es deformen quan se'ls aplica una tensió entre les seves cares i que actuant com a transductor electroacústic és utilitzat per a la reproducció de so. Tot i que la seva resposta és òptima a l'hora de reproduir altes freqüències, resulten incapaços de reproduir rangs de baixa freqüència.